# Krzysztof Walencik
Krzysztof Walencik (ur. 26 lutego 1965 w Sochaczewie) – polski zapaśnik stylu wolnego, medalista mistrzostw Europy, olimpijczyk z Barcelony 1992.

## Kariera sportowa
Zawodnik walczący w wadze półśredniej.
Uczestnik mistrzostw świata w:
- Martigny (1989) - 5. miejsce,
- Tokio (1990) - 9. miejsce,
- Warnie (1991) - 14. miejsce
- Stambule (1994) - 11. miejsce,
- Atlancie (1995) - 21. miejsce.

Brązowy medalista mistrzostw Europy w roku 1992 w Kaposvárze.
Uczestnik mistrzostw Europy w:
- Manchesterze (1988) - 8. miejsce,
- Ankarze (1989) - 4. miejsce,
- Poznaniu (1990) - 6. miejsce,
- Stambule (1993) - 10. miejsce,
- Rzymie (1994) - 6. miejsce,
- Freiburgu (1995) - 12. miejsce,
- Budapeszcie (1996) - 9.miejsce,

Na igrzyskach w Barcelonie wystartował w wadze półśredniej zajmując 5. miejsce.